# Suite Life: Nie ma to jak statek (seria 1)
Seria pierwsza amerykańskiego sitcomu młodzieżowego Suite Life: Nie ma to jak statek składa się z 21 odcinków. Została ona oryginalnie wyemitowana przez amerykański Disney Channel od 26 września 2008 do 17 lipca 2009. Odcinek pilotażowy, „The Suite Life Sets Sail”, został premierowo wyemitowany przez Disney Channel w Wielkiej Brytanii i Irlandii 19 września 2008. W Polsce, seria została po raz pierwszy wyemitowana od 16 stycznia do 6 grudnia 2009, również przez Disney Channel. W odcinkach serii pojawili się gościnnie m.in. gwiazdy Nie ma to jak hotel takie jak Kim Rhodes czy Ashley Tisdale i aktorzy innych seriali Disneya, tacy jak Miley Cyrus czy Selena Gomez. Premierowe emisje odcinków zdobywały duże wyniki oglądalności, zazwyczaj przekraczając cztery miliony widzów i odnotowując widownię ponad dziewięciu milionów oglądających podczas premiery odcinka „Double-Crossed”, co jest rekordem w historii seriali Disney Channel w USA.

## Produkcja i emisja
4 lutego 2008 potwierdzono, że Disney Channel pracuje nad kontynuacją swojego hitu Nie ma to jak hotel. Gary Marsh, prezes stacji, powiedział: „Nasi widzowie pokazali nam, że po 88 odcinkach 'Nie ma to jak hotel' jest jednym z ich ulubionych sitcomów. Dlatego zdecydowaliśmy się znaleźć dla Zacka, Cody’ego, London i pana Moseby’ego nową drogę i nowe miejsce do 'the suite life' [apartamentowe życie] – tym razem luksusowy statek pasażerski”. Oprócz tego potwierdzono, że w projekcie będzie uczestniczył Danny Kallis, twórca Nie ma to jak hotel. W nowej produkcji zachowano wiele elementów z poprzedniej, a wiele zmieniono.
Odcinek pilotażowy serialu, „The Suite Life Sets Sail”, został premierowo wyemitowany 19 września 2008 przez Disney Channel w Wielkiej Brytanii i Irlandii. 26 września odbyła się jego premiera na Disney Channel w USA, gromadząc widownię równą 5,7 miliona widzów. Oprócz tego jego premiera na kanadyjskim kanale Family zgromadziła najwięcej widzów w historii stacji dla premier seriali. Ostatni odcinek serii, „Double-Crossed”, wchodzący w skład crossoveru Wizards on Deck with Hannah Montana, został wyemitowany 17 lipca 2009. W Polsce premiera pierwszego odcinka odbyła się 16 stycznia 2009, za to dwa ostatnie („Double-Crossed” i „Cruisin' for a Bruisin'”) zostały wspólnie wyemitowane 6 grudnia 2009.

## Obsada

### Role główne
| Bohater        | Aktor         | Polski dubbing      |
| -------------- | ------------- | ------------------- |
| Cody Martin    | Cole Sprouse  | Wojciech Rotowski   |
| Zack Martin    | Dylan Sprouse | Mateusz Narloch     |
| London Tipton  | Brenda Song   | Monika Pikuła       |
| Bailey Pickett | Debby Ryan    | Agnieszka Mrozińska |
| Pan Moseby     | Phill Lewis   | Tomasz Kozłowicz    |

### Goście specjalni
- Kim Rhodes – Carey Martin („The Suite Life Sets Sail”, „Mom and Dad on Deck”)
- Ashley Tisdale – Maddie Fitzpatrick („Maddie on Deck”)
- Miley Cyrus – Miley Stewart/Hannah Montana („Double-Crossed”)
- Emily Osment – Lilly Truscott/Lola Luftnagle („Double-Crossed”)
- Selena Gomez – Alex Russo („Double-Crossed”)
- David Henrie – Justin Russo („Double-Crossed”)
- Jake T. Austin – Max Russo („Double-Crossed”)

## Oglądalność
| #  | Tytuł                      | Premiera (USA) | AMR%            | Widownia (w milionach) |
| -- | -------------------------- | -------------- | --------------- | ---------------------- |
| 1  | „The Suite Life Sets Sail" | 2008-09-26     | 4.8             | 5.7                    |
| 2  | „Parrot Island"            | 2008-09-27     | 4.7             | 5.66                   |
| 3  | „Broke 'N' Yo-Yo"          | 2008-10-03     | 3.0             | 4.0                    |
| 4  | „The Kidney of the Sea"    | 2008-10-03     | brak informacji | brak informacji        |
| 5  | „Showgirls"                | 2008-10-17     | brak informacji | brak informacji        |
| 6  | „International Dateline"   | 2008-10-24     | brak informacji | brak informacji        |
| 7  | „It's All Greek to Me"     | 2008-11-07     | brak informacji | brak informacji        |
| 8  | „Sea Monster Mash"         | 2008-11-14     | 3.1             | 4.45                   |
| 9  | „Flowers and Chocolate"    | 2008-11-21     | 3.0             | 4.07                   |
| 10 | „Boo You"                  | 2008-12-05     | 3.2             | 4.3                    |
| 11 | „Sea Harmony"              | 2008-12-12     | 3.0             | 4.28                   |
| 12 | „The Mommy and the Swami"  | 2009-01-09     | brak informacji | brak informacji        |
| 13 | „Maddie on Deck"           | 2009-01-16     | 3.9             | 4.12                   |
| 14 | „When in Rome..."          | 2009-01-23     | brak informacji | brak informacji        |
| 15 | „Shipnotized"              | 2009-01-30     | 3.3             | 4.05                   |
| 16 | „Mom and Dad on Deck"      | 2009-02-20     | 4.3             | 5.3                    |
| 17 | „The Wrong Stuff"          | 2009-03-27     | 2.9             | 3.4                    |
| 18 | „Splash & Trash"           | 2009-04-17     | brak informacji | brak informacji        |
| 19 | „Mulch Ado About Nothing"  | 2008-05-01     | brak informacji | brak informacji        |
| 20 | „Cruisin' for a Bruisin'"  | 2008-06-05     | brak informacji | brak informacji        |
| 21 | „Double-Crossed"           | 2009-07-17     | 8.8             | 9.3                    |

## Lista odcinków
- Cole Sprouse, Dylan Sprouse i Brenda Song są obecni we wszystkich odcinkach.
- Debby Ryan i Phill Lewis są nieobecni w pięciu odcinkach.

| 1 | Ruszamy na morze „The Suite Life Sets Sail"              | Jim Drake        | Danny Kallis Pamela Eells O’Connell | 26 września 2008     | 16 stycznia 2009 (DC) 14 listopada 2009 (DXD) |
| Rozpoczyna się nowy semestr w szkole Siedmiu Mórz na statku S.S. Tipton, którego kierownikiem jest Marion Moseby. Wśród uczniów są Zack i Cody Martinowie oraz London Tipton. Zack dzieli kajutę z Bailey Pickett (który dba o czystość), Cody z Woodym Finkiem (który jest bardzo niechlujny), a London z Padmą (choć chce być sama). Zack dowiaduje się i obiecuje dotrzymać w tajemnicy, że Bailey jest dziewczyną, ale przebrała się za chłopaka, bo chciała dostać się na statek, ale zabrakło miejsc w dziewczęcych kajutach. Tymczasem London przekupuje Padmę kosztowną biżuterią, żeby opuściła statek i zostawiła ją samą. Gdy wszyscy dowiadują się o spisku Bailey, pan Moseby postanawia przydzielić ją do kajuty z London. Bogaczka chce opuścić statek, więc odlatuje helikopterem na Wyspę Papug. Gość specjalny: Kim Rhodes jako Carey Martin. Role gościnne: Erin Cardillo jako Emma Tutweiller, Tiya Sircar jako Padma, Matthew Timmons jako Woody Fink. Role epizodyczne: Ginette Rhodes jako Eunice Pickett, matka Bailey. |                                                          |                  |                                     |                      |                                               |
| 2 | Wyspa papug „Parrot Island"                              | Rich Correll     | Danny Kallis Pamela Eells O’Connell | 27 września 2008     | 17 stycznia 2009 (DC) 21 listopada 2009 (DXD) |
| Pan Moseby organizuje wycieczkę na Wyspę Papug w celu odnalezienia London. Gdy jej szuka, zostaje wraz z nią zamknięty w więzieniu przez jedynego mieszkańca wyspy – Simmsa. Potem wraz z nimi zostają zamknięci Bailey i Woody, a w końcu Zack i Cody. Simms tłumaczy swoje zachowanie tym, że pan Tipton wyciął wszystkie drzewa na wyspie, i teraz nie ma na niej żadnych papug. Tymczasem świnia Bailey, Prosiak, uwalnia więźniów, a London daje Simmsowi czek, który ma zostać przeznaczony na ponowne zasadzenie drzew. Role gościnne: Erin Cardillo jako Emma Tutweiller, Matthew Timmons jako Woody Fink, Stuart Pankin jako Simms, Lillian Adams jako pani Pepperman |                                                          |                  |                                     |                      |                                               |
| 3 | Konkurs Jo-Jo „Broke 'N' Yo-Yo"                          | Jim Drake        | Jeny Quine Adam Lapidus             | 3 października 2008  | 18 stycznia 2009 (DC) 28 listopada 2009 (DXD) |
| Zack wydaje wszystkie pieniądze na kartach jego i Cody’ego na zachcianki dziewczyn. Teraz bliźniacy muszą pracować w celu zarobienia pieniędzy – Zack jako pomocnik barmana, a Cody jako roznosiciel ręczników. Tymczasem zbliżają się zawody jojo, w których nagrodą jest tysiąc dolarów. W tym samym czasie London chce mieć całą kajutę dla siebie i buduje dla Bailey małą i niewygodną platformę pod sufitem. W ramach zemsty Bailey opowiada jej o „Wodnogryzach”, fikcyjnych pożeraczach ubrań, które jednak nie wdrapią się na jej platformę. Przestraszona London postanawia zamieszkać na górze. Tymczasem Zack przejmuje pracę Cody’ego, by ten mógł ćwiczyć do konkursu. Role gościnne: Grant Johnson jako Johan Yo, Kara Crane jako Piper |                                                          |                  |                                     |                      |                                               |
| 4 | Nerka oceanu „The Kidney of the Sea"                     | Ellen Gittelsohn | Jeff Hodsden Tim Pollock            | 10 października 2008 | 25 stycznia 2009 (DC) 14 grudnia 2009 (DXD)   |
| Na statek S.S. Tipton przylatuje Ivana, suczka London. Cody organizuje zawody London i Bailey, które zwierzę jest mądrzejsze – Ivana czy Prosiak. London przekupuje go pieniędzmi, a Bailey – pocałunkami. Tymczasem Zack zakochuje się w Violet, która jednak ma chłopaka, Ashtona. Ten wręcza jej Nerkę Oceanu, wartościowy naszyjnik, który Violet wkrótce gubi. Ashton potajemnie wsadza Nerkę do kieszeni Zacka, a potem obwinia go o kradzież. Role gościnne: Christa B. Allen jako Violet, Shannon Holt jako pani Berg, Aaron Perilo jako Ashton. Notatka: Ten odcinek parodiuje film z 1997 Titanic. |                                                          |                  |                                     |                      |                                               |
| 5 | Wieczór gwiazdek „Showgirls"                             | Shelley Jensen   | Howard Nemetz Dan Signer            | 17 października 2008 | 31 stycznia 2009 (DC) 21 grudnia 2009 (DXD)   |
| London i Bailey próbują udowodnić, że pan Moseby i pani Tutweiller są parą. Tymczasem Zack i Cody przebierają się za dorosłych, a potem wchodzą nielegalnie na Wieczór Gwiazdek. Wśród tancerek widzą jedną, która ma na kostce serce – a ten sam znak widzą nazajutrz na kostce pani Tutweiller. London i Bailey wciąż próbują ich przekonać, że nauczycielka była wczoraj na randce, a nie na Wieczorze Gwiazdek. Zack i Cody postanawiają przebrać je za tancerki i wysłać na kolejny Wieczór Gwiazdek, by sprawdziły, czy nie ma tam pani Tutweiller. Role gościnne: Erin Cardillo jako Emma Tutweiller, Matthew Timmons jako Woody Fink, Windell D. Middlebrooks jako Kirby. Role epizodyczne: Michael B. Levin jako Ira Dinkelman. Notatka: Ten odcinek jest znany oficjalnie pod oboma tytułami. |                                                          |                  |                                     |                      |                                               |
| 6 | Linia zmiany daty „International Dateline"               | Ellen Gittelsohn | Jeny Quine Dan Signer               | 24 października 2008 | 24 stycznia 2009 (DC) 28 grudnia 2009 (DXD)   |
| Nadchodzi dzień przekroczenia Międzynarodowej Linii Zmiany Daty. Na statku organizowana jest z tej okazji impreza, na której Cody chce poderwać Bailey. Gdy jednak nadchodzi ten moment, linia się dla niego zatrzymuje, a w statek uderza piorun. W jego skutku Cody cofa się do dzisiejszej lekcji. Gdy nadchodzi moment imprezy, sytuacja się powtarza. Cody dochodzi do wniosku, że aby zatrzymać podróże w czasie, musi poderwać Bailey, jednak pomysł okazuje się bezskuteczny. Nieobecny: Phill Lewis jako Marion Moseby. Role gościnne: Erin Cardillo jako Emma Tutweiller, Matthew Timmons jako Woody Fink, Steve Monroe jako Haggis, Lillian Adams jako pani Pepperman, Chad Duell jako Holden. Notatka: Ten odcinek nawiązuje do filmu Dzień świstaka. |                                                          |                  |                                     |                      |                                               |
| 7 | Amulet Afrodyty „It's All Greek to Me"                   | Shelley Jensen   | Jim Geoghan                         | 7 listopada 2008     | 1 lutego 2009 (DC) 2 stycznia 2010 (DXD)      |
| S.S. Tipton podróżuje ku muzeum w Grecji, w którym ma się odbyć schowanie starożytnego Amuletu Afrodyty do gabloty. Zack i Cody rozmawiają za pomocą laptopa z Arwinem, który informuje ich, że w owym muzeum pracuje jego kuzyn Milos. Tymczasem London pracuje nad mową, którą ma wygłosić z okazji schowania amuletu. W tym samym czasie przewodnik muzeum podrywa Bailey przez co Cody jest zazdrosny. Milos daje mu kopie Amuletu Afrodyty jako prezent dla Bailey, jednak okazuje się, że dał mu oryginał. Teraz muszą odnieść go niezauważeni do gabloty. Role gościnne: Adam Bay jako Adonis, Erin Cardillo jako Emma Tutweiller, John Kapelos jako Elias, Brian Stepanek jako Arwin/Milos. |                                                          |                  |                                     |                      |                                               |
| 8 | Morski potwór „Sea Monster Mash"                         | Rich Correll     | Adam Lapidus                        | 14 listopada 2008    | 7 lutego 2009 (DC) 9 stycznia 2010 (DXD)      |
| Uczniowie mają napisać wypracowania. Cody i Bailey chcą wspólnie napisać pracę o Gercie (potworze morskim), a Zack, London i Woody obserwują trzy rośliny. Do jednej London dolewa napoju energetycznego, w skutku czego roślina ta rośnie ogromnie i unieruchamia najpierw Woody’ego a następnie Zacka i London. Tymczasem Cody i Bailey kłócą się, czy Gerta naprawdę istnieje, i niewierząca Bailey postanawia napisać samemu referat o pingwinach. Role gościnne: Matthew Timmons jako Woody Fink. |                                                          |                  |                                     |                      |                                               |
| 9 | Kwiaty i czekolada „Flowers and Chocolate"               | Rich Correll     | Danny Kallis Jim Geoghan            | 21 listopada 2008    | 8 lutego 2009 (DC) 16 stycznia 2010 (DXD)     |
| Na statek przybywają Chelsea (przyjaciółka London), Barbara (dziewczyna Cody’ego, zanim rozpoczął podróż statkiem) i Bob (kumpel bliźniaków). London nie chce się przyznać Chelsea, że teraz mieszka w tak małej kajucie i tłumaczy, że to tylko jej szafa na buty, a Bailey jest jej „dziewczyną od butów”. Tymczasem Cody wstydzi się powiedzieć Barbarze, że ma nową miłość (Bailey), a Barbara wstydzi się powiedzieć Cody’emu, że jest dziewczyną Boba. London, i Cody mają ułatwioną sprawę dzięki temu, że Bailey wyjechała na kilka dni do swojego domu, ale niespodziewanie wraca. Zack, Cody, Bailey, Bob i Barbara idą razem do kina na Kwiaty i Czekoladę. By wzbudzić w Barbarze zazdrość, Cody udaje, że Bailey jest jego dziewczyną, ale ta wszystkiemu zaprzecza. Nieobecny: Phill Lewis jako Marion Moseby. Role gościnne: Brittany Curran jako Chelsea Brimmer, Sophie Oda jako Barbara Brownstein, Jennifer Tisdale jako animatorka rozrywki Connie, Charlie Stewart jako Bob, Matthew Timmons jako Woody Fink. Role epizodyczne: Kim Hirano jako Dominik. Notatka: Wątek London nawiązuje do odcinka serialu Hurra Ja pod tytułem „London in London,” w którym London spotyka Chelsea i mówi jej, że Bailey to jej przewodniczka. |                                                          |                  |                                     |                      |                                               |
| 10 | Ty Boo „Boo You"                                         | Phill Lewis      | Danny Kallis Jim Geoghan            | 5 grudnia 2008       | 14 lutego 2009 (DC) 23 stycznia 2010 (DXD)    |
| Gdy ochroniarz Kirby zatrzymuje Zacka chcącego wyskoczyć na Burtę Wszech Czasów, bliźniaki dowiadują się, że nie ukończył on liceum. Postanawiają, że będzie się on uczył w klasie pani Tuweiller, a potem zda maturę. Jest on jednak bardzo zestresowany tym egzaminem. Tymczasem London kręci nowy show swojego internetowego bloga Yay Me! zatytułowany „Ty Boo”. Nagrywa na żywo Bailey we wstydliwych sytuacjach i pokazuje ją światu. Nieobecny: Phill Lewis jako Marion Moseby. Role gościnne: Erin Cardillo jako Emma Tutweiller, Windell D. Middlebrooks jako Kirby, Chad Duell jako Holden. Notatka: London po raz pierwszy wspominała o „Ty Boo” 24 godziny przed emisją Hurra Ja! w odcinku trzeciej serii Serialu Nie ma to jak hotel, „Let Us Entertain You”. |                                                          |                  |                                     |                      |                                               |
| 11 | Harmonia morza „Sea Harmony"                             | Lex Passaris     | Billy Riback                        | 12 grudnia 2008      | 14 marca 2009 (DC) 30 stycznia 2010 (DXD)     |
| Na statku odbywa się zjazd singli. London i Bailey wypełniają kwestionariusz randkowy. Cody czyta odpowiedzi Bailey i próbuje robić wszystko, by jej zaimponować. Tymczasem Zack i London chcą umówić pana Moseby’ego z panią Tutweiller, z pożądanym skutkiem. W końcu jednak para ta się ze sobą kłóci i przestaje się spotykać. Role gościnne: Erin Cardillo jako Emma Tutweiller. Role epizodyczne: Kim Hirano jako Dominik Notatka: Oryginalnie wyemitowany podczas maratonu The Complete Suite Life on Deck Marathon. |                                                          |                  |                                     |                      |                                               |
| 12 | Przyjazd mamy i kanciarz Swami „The Mommy and the Swami" | Lex Passaris     | Dan Signer Jeny Quine               | 9 stycznia 2009      | 22 lipca 2009 (DC) 3 kwietnia 2010 (DXD)      |
| S.S. Tipton płynie do Indii. Bliźniacy wspinają się na górę guru Swami, gdyż Cody chce nauczyć się jego sztuk, jednak okazuje się, że mistrzowi zależy bardziej na pieniądzach niż nauce. Tymczasem, przez chwilową nieobecność Bailey, na statek wraca Padma (niedoszła współlokatorka London, którą dziewczyna przekupiła w pierwszym odcinku diamentami, by się wyniosła ze statku). Wraz z London postanawia udawać, by chcąca odwiedzić córkę matka, Gitanjali, nie dowiedziała się prawdy o tym, że Padma wcale się nie uczy w Liceum Siedmiu Mórz. Nieobecna: Debby Ryan jako Bailey Pickett. Role gościnne: Rizwan Manji jako Swami, Tiya Sircar jako Padma, Sarah Ripard jako Gitanjali/Buffy. |                                                          |                  |                                     |                      |                                               |
| 13 | Maddie na statku „Maddie on Deck"                        | Rich Correll     | Jeff Hodsden Tim Pollock            | 16 stycznia 2009     | 20 czerwca 2009 (DC) 10 kwietnia 2010 (DXD)   |
| Na statek przyjeżdża Maddie Fitzpatrick, która odwiedza London, Zacka i Cody’ego i zaprzyjaźnia się z Bailey. Tymczasem S.S. Tipton kursuje ku fikcyjnemu państwu Lichostan. Jego książę, ośmioletni Jeffy, zakochuje się w Maddie. Dziewczyna nieświadomie przyjmuje jego oświadczyny, i nazajutrz musi wziąć z nim ślub. Zgodnie z zasadami tego państwa, Zack postanawia stanąć z Jeffym w zawodach, a zwycięzca dostanie rękę Maddie. Gość specjalny: Ashley Tisdale jako Maddie Fitzpatrick. Role gościnne: Uriah Shelton jako książę Jeffy, Cale Hoelzman jako książę Timmy, Scott Dreier jako Herold Harold. |                                                          |                  |                                     |                      |                                               |
| 14 | Kiedyś w Rzymie „When in Rome..."                        | Rich Correll     | Jeff Hodsden Tim Pollock            | 23 stycznia 2009     | 20 lipca 2009 (DC) 17 kwietnia 2010 (DXD)     |
| S.S. Tipton zatrzymuje się u wybrzeży Rzymu. Tam Cody z Zackiem chcą odwiedzić słynną restaurację, ale nie mogą się do niej dostać. Postanawiają podlizać się kierowniczce Gigi, by zdobyć tam pracę. Tymczasem London umawia się z piosenkarzem-amatorem Lucą, który chce zabłysnąć jako światowej sławy piosenkarz. London daje mu 20 tysięcy dolarów na wypromowanie się, jednak Bailey podsłuchuje Lucę i jego wujka, że był to tylko podstęp mający na celu wyciągnięcie z London pieniędzy. Bailey postanawia przebrać się za gwiazdę Naomi Wyoming, a pan Moseby za światowej sławy producenta; oboje postanawiają wyciągnąć od Luki 20 tysięcy dolarów w fałszywym celu wypromowania jego kariery, a potem oddać te pieniądze London. Role gościnne: Jacopo Sarno jako Luca, Joe Nipote jako Marcos, Sandra Purpurou jako Gigi. Notatka: Utwór wykonywany przez Lucę to grecka wersja utworu „Could You Be the One?” z serialu Disney Channel Gdy zadzwoni dzwonek. Notatka: Naomi Wyoming to parodia Hannah Montany. |                                                          |                  |                                     |                      |                                               |
| 15 | Hipnotyzer „Shipnotized"                                 | Shelley Jensen   | Jim Geoghan                         | 30 stycznia 2009     | 21 lipca 2009 (DC) 24 kwietnia 2010 (DXD)     |
| Zack podrywa Olivię, która jest córką Monroe Cabota, dziekana do spraw rekrutacji na uniwersytecie w Harvardzie. Chce się z nią umówić, z wzajemnością, jednak ojciec zabrania dziewczynie spotkań z ludźmi typu Zacka. Imponuje mu jednak Cody, dzięki czemu Zack wpada na plan, który polega na spotykaniu się z Olivią podczas gdy Cabot będzie sądził, że jego córka jest na randce z Codym. Tymczasem na statku przebywa słynny hipnotyzer, który hipnotyzuje London tak, by zachowywała się dokładnie jak Bailey. Nieobecny: Phill Lewis jako Marion Moseby. Role gościnne: Gilland Jones jako Olivia, Hamilton Mitchell jako Cabot, Alec Ledd jako Enzo Biscotti, Emily Morris jako kobieta, Adam Tait jako mężczyzna. Notatka: Bailey wypowiada przysłowie „Kto rano wstaje temu Pan Bóg daje”, jest to typowe polskie przysłowie. |                                                          |                  |                                     |                      |                                               |
| 16 | Mama i tata na statku „Mom and Dad on Deck"              | Ellen Gittelsohn | Danny Kallis Jim Geoghan            | 20 lutego 2009       | 5 października 2009 (DC) 1 maja 2010 (DXD)    |
| Na statek przyjeżdża Kurt, ojciec Zacka i Cody’ego. Oprócz tego na pokładzie zjawia się niespodziewanie ich matka, Carey. Tata daje synom w prezencie minisamochód, a mama – skarpety. Tymczasem Carey i Kurt śpiewają wieczorem w duecie na statku, by nie musieć płacić za szkody wyrządzone przez Zacka i Cody’ego, a pan Moseby proponuje im na pokładzie stałą pracę. Bliźniacy nie chcą do tego dopuścić i próbują zepsuć rodzicom występ. W tym samym czasie mama nie składa panu Moseby'emu życzeń urodzinowych, po czym London postanawia go cały dzień śledzić i dowiedzieć się o nim wszystko, by kupić mu odpowiedni prezent. Nieobecna: Debby Ryan jako Bailey Pickett. Gość specjalny: Kim Rhodes jako Carey Martin. Role gościnne: Robert Torti jako Kurt Martin. Notatka: W czasie napisów końcowych ojciec Zacka i Cody’ego jest nazwany Rick Martin. |                                                          |                  |                                     |                      |                                               |
| 17 | Wyprawa w kosmos „The Wrong Stuff"                       | Ellen Gittelsohn | Jeny Quine Adam Lapidus             | 27 marca 2009        | 7 listopada 2009 (DXD) 6 grudnia 2009 (DC)    |
| Pan Tipton otwiera stację kosmiczną, a na jej otwarcie zaprasza London wraz z towarzyszem. O towarzystwo starają się Cody i Woody, między którymi London organizuje zawody. Oboje knują wszystko przeciw sobie. Tymczasem Zack zastępuje Connie, animatorkę rozrywki, i musi zajmować się starszymi osobami. Jest wśród nich gbur Barker, którego nikt z emerytów, a także Zack, nie lubi. Później jednak okazuje się, że mężczyzna jest bardzo rozrywkowy, a nawet wraz z Zackiem robi pozostałym staruszkom kawały. Nieobecni: Phill Lewis jako Marion Moseby, Debby Ryan jako Bailey Pickett. Role gościnne: Lillian Adams jako pani Pepperman, Gavin MacLeod jako Barker, Matthew Timmons jako Woody Fink. |                                                          |                  |                                     |                      |                                               |
| 18 | Syrena „Splash & Trash"                                  | Rich Correll     | Pamela Eells O’Connell Dan Signer   | 17 kwietnia 2009     | 8 listopada 2009 (DXD) 6 grudnia 2009 (DC)    |
| Na statek zostaje wyłowiona Marissa, która dostaje amnezji. Zack próbuje ją poderwać, ale bez skutku. Wraz z Woodym dochodzi do wniosku, że dziewczyna jest syreną, która bez zetknięcia z wodą jest zwykłą dziewczyną. Tymczasem Cody jest zły, że goście zużywają dużo ręczników, tym samym nie oszczędzając środowiska. Postanawia przemówić im do rozsądku, przebierając się za potwora. Nieobecna: Debby Ryan jako Bailey Pickett. Role gościnne: Allie Gonino jako Marissa, Matthew Timmons jako Woody Fink. |                                                          |                  |                                     |                      |                                               |
| 19 | Festiwal Mulchu „Mulch Ado About Nothing"                | Danny Kallis     | Pamela Eells O’Connell              | 1 maja 2009          | 23 lipca 2009 (DC) 15 maja 2010 (DXD)         |
| S.S. Tipton otrzymuje dostawę listów. Jest wśród nich paczka z sianem od rodziny Bailey. Dziewczyna tęskni za domem. Cody postanawia ją rozweselić i zorganizować dla niej Festiwal Mulchu, a London zaprasza jej chłopaka z Kettlecorn, Moose'a. Bailey spędza z nim dużo czasu przez co Cody jest zazdrosny. Chłopak postanawia wystartować z Moosem w zawodach, ale przegrywa. Ten tymczasem proponuje Bailey powrót do Kettlecorn. Role gościnne: Hutch Dano jako Moose, Matthew Timmons jako Woody Fink. |                                                          |                  |                                     |                      |                                               |
| 20 | Szukając szczęścia w kłopotach „Cruisin' for a Bruisin'" | Lex Passaris     | Danny Kallis                        | 5 czerwca 2009       | 6 grudnia 2009 (DC) 15 maja 2010 (DXD)        |
| Kirby przypadkowo całkowicie miażdży pana Moseby’ego, który cały połamany musi leżeć w łóżku. Zack, Cody, London, Connie i Kirby po kolei się nim opiekują, lecz Moseby myśli tylko o modelu statku, który ma podarować kapitanowi na dziesięciolecie jego kariery. Gdy Connie go rozbija, Zack, Cody, London, i Kirby muszą go naprawić. Nieobecna: Debby Ryan jako Bailey Pickett. Role gościnne: Jennifer Tisdale jako Connie, Windell D. Middlebrooks jako Kirby. Notatka: Gra, którą Zack pokazał panu Moseby'emu, w tym odcinku nazywa się Dragon Quest, choć w serialu Nie ma to jak hotel nosiła tytuł Medieval Magic Quest. |                                                          |                  |                                     |                      |                                               |
| 21 | Podwójne starcie „Double-Crossed"                        | Rich Correll     | Danny Kallis Pamela Eells O’Connell | 17 lipca 2009        | 6 grudnia 2009 (DC) 15 maja 2010 (DXD)        |
| Hannah Montana zatrzymuje się na statku S.S. Tipton przed swoim koncertem w Honolulu i jest prześladowana przez fanki. Tymczasem Alex robi Justinowi kawał i wpycha go do basenu pełnego niebieskiej substancji, od której jej brat jest bardzo brudny. Pan Moseby obwinia za to Zacka i zaczyna go gonić. W tym samym czasie Cody chce zaimponować Bailey i prosi Hannah (którą zna już wcześniej z That's So Suite Life of Hannah Montana) o dwa bilety na jej koncert. Gdy ich nie zdobywa, próbuje wszystkiego by na ten koncert się dostać. W tym odcinku Cody i Bailey zaczynają ze sobą chodzić. Goście specjalni: Jake T. Austin jako Max Russo, Selena Gomez jako Alex Russo, David Henrie jako Justin Russo, Miley Cyrus jako Miley Stewart/Hannah Montana, Emily Osment jako Lilly Truscott/Lola Luftnagle. Role gościnne: Matthew Timmons jako Woody Fink, Windell D. Middlebrooks jako Kirby. Notatki: Jest to ostatni odcinek 1 serii. Ten odcinek jest także drugą z trzech części crossoveru Wizards on Deck with Hannah Montana, w którym główni bohaterowie seriali Czarodzieje z Waverly Place i Hannah Montana wyjeżdżają na statek S.S. Tipton. Jest to już drugi crossover serialu Suite Life z Hannah Montaną – pierwszym był That's So Suite Life of Hannah Montana (crossover) Świata Raven, Nie ma to jak hotel i Hannah Montany). Jest to również drugi występ Seleny Gomez w Suite Life – pierwszy miał miejsce w odcinku „A Midsummer's Nightmare” serialu Nie ma to jak hotel. |                                                          |                  |                                     |                      |                                               |